# Vale de Azares
Vale de Azares é uma freguesia portuguesa do município de Celorico da Beira, com 9,06 km² de área e 328 habitantes (censo de 2021). A sua densidade populacional é 36,2 hab./km².

## Demografia
A população registada nos censos foi:
| Distribuição da População por Grupos Etários | Distribuição da População por Grupos Etários | Distribuição da População por Grupos Etários | Distribuição da População por Grupos Etários | Distribuição da População por Grupos Etários |
| -------------------------------------------- | -------------------------------------------- | -------------------------------------------- | -------------------------------------------- | -------------------------------------------- |
| Ano                                          | 0-14 Anos                                    | 15-24 Anos                                   | 25-64 Anos                                   | > 65 Anos                                    |
| 2001                                         | 38                                           | 47                                           | 220                                          | 162                                          |
| 2011                                         | 44                                           | 29                                           | 179                                          | 148                                          |
| 2021                                         | 21                                           | 33                                           | 132                                          | 142                                          |

## Heráldica
BRASÃO - Escudo de ouro, duas rodas de azenha de vermelho e uma lira de azul, realçadas de prata; em campanha, vale de verde, movente dos flancos e da ponta, florido de quadrifólios de prata botonados de vermelho. Coroa mural de prata de três torres. Listel branco, com a legenda a negro: «VALE DE AZARES».

## História da Freguesia
Vale de Azares é uma das freguesias do concelho de Celorico da Beira, perdendo-se no tempo a origem da localidade, como comprovam alguns vestígios nela existentes, como sepulturas e lagares escavados na rocha ou na antiguidade de alguns topónimos como o do lugar de Mourilhe, de Mourelli sinónimo de “vila” pré-nacional de um Maurelu(s).
Terra rica em cultura e tradição, é responsável pela Banda Filarmónica de Vale de Azares, que há mais de trezentos anos faz soar os seus instrumentos por toda a região da Serra da Estrela e por todo o País.
O documento escrito mais antigo respeitante à freguesia, encontra-se na Torre do Tombo, na Chancelaria Real de D. João I, livro 3, fl. 49, em que o monarca de Boa Memória “doou terras a Ruy Vasques Coutinho”.
A freguesia é constituída por quatro povos:
- Fonte Arcada, em razão de uma fonte antiga com um arco curioso, localizada à entrada;
- Soutinho, devido à quantidade de castanheiros que o rodeavam;
- Mourilhe, diminutivo de mouro, Moureli “villa” pré-nacional de um Maurellu;
- Grichoso, de grincha, fenda em rocha onde brota àgua que terá dado Grichoso;

Nenhum destes está ligado, mas uma quinta afastada para Sul, num fundo de um vale, cercada de altos montes, quinta que ainda hoje se chama Azares, e que segundo o povo foi o local onde teve origem a Freguesia.
Hoje, com cerca de 300 eleitores inscritos no recenseamento eleitoral, distando 6 Km da sede do concelho, servida pela EM 557, mergulhada no vale que outrora se designava Vale das Flores, passou a designar-se Vale de Azares pela tragédia sofrida pela família de um fidalgo, que vivia neste Vale ou pela existência de uma capela cuja “senhora” adoptou mais um nome, desta feita um pouco abonatória de Azares.
Existia aqui um solar, o solar dos Amarais (Solar do Mondego) que foi transferido, pedra por pedra para limites da freguesia de Lageosa do Mondego 
Inserido no Parque Nacional da Serra da Estrela, a freguesia de Vale de Azares é uma freguesia agrícola em que a produção de hortícolas, árvores de fruto, azeite, mel e queijo artesanal tem uma certa importância.
Terra de artesãos, de antigas profissões, como alfaiate, sapateiro, carpinteiro, que na arte da cestaria de lâminas de castanheiro, faz cartão de visitas da freguesia.

## Lenda de Vale de Azares
Havia um fidalgo que vivia num castelo no Vale das Flores (antiga designação de Vale de Azares).
Com o fidalgo viviam sua esposa mais dois filhos, um rapaz e uma rapariga, felizes e em perfeita harmonia.
O seu filho, chegou à idade de namorar e “colher” amores, e arranjou uma namorada num lugar ao fundo do vale designado sítio do Ral, onde ia todos os dias, ver a sua amada, por um caminho que percorria a cavalo.
Num dos dias, quando se dirigia veloz ao sítio do Ral para ver a sua noiva, o cavalo assustou-se e caiu, batendo o jovem fidalgo com a cabeça numa pedra, morrendo de seguida. Tal facto foi a origem de fatídicos acontecimentos, pois a mãe do jovem desgostosa com o sucedido enlouqueceu de dor, e a irmã do jovem precipitou-se de uma janela, tendo morte imediata.
O fidalgo, pai dos jovens, desgostoso, mandou arrasar a sua casa, o castelo, e mudou o nome ao vale, que de Vale de Flores, passou para Vale de Azares.

## Actividades Económicas
Na Freguesia de Vale de Azares, o sector primário, nomeadamente a agricultura e pastorícia, continuam a ocupar uma grande parte da população, quanto ao sector secundário, destaca-se as industrias de lacticínios.
No sector terciário, Vale de Azares encontra dotada de todo o género de serviços públicos e privados, dispondo de um vasto leque de actividades como a nível fabril, construção civil, serralharia, padaria e queijaria.
Satisfazendo as necessidades da população, tanto a nível do comercio alimentar como do não alimentar a retalho, existindo estabelecimentos de restauração.

## Património
- Busto do Doutor José Alberto dos Reis
- Igreja Matriz
- Capela Nossa Senhora dos Azares
- Capela de Santiago
- Capela de Santa Eulália
- Capela de Santo António
- Capela de São Brás
- Retábulo Renascentista
- Cruzeiro
- Cantina Escolar
- Sepulturas Românicas
- Solar Fonte Arcada

## Personalidades
- José Alberto dos Reis (1875-1955) - advogado e político natural de Vale de Azares